# Bandiera arcobaleno

La "bandiera arcobaleno"

La bandiera arcobaleno (chiamata anche bandiera rainbow o talvolta, impropriamente, bandiera gay) è attualmente il simbolo più usato e noto del movimento LGBT. L'originale bandiera arcobaleno realizzata da Gilbert Baker è stata acquistata dalla galleria d'arte moderna MOMA nel 2015.

## Caratteristiche

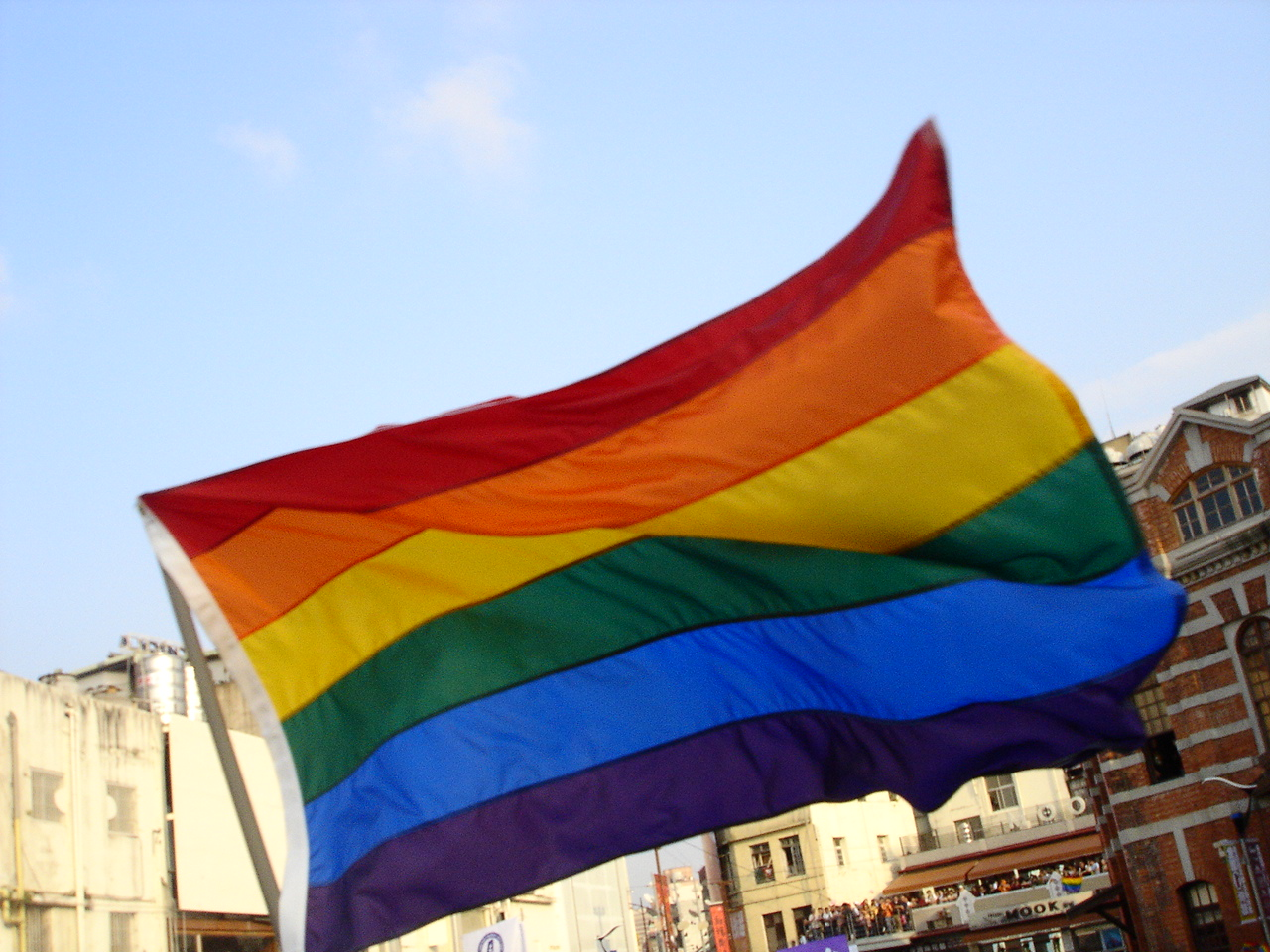
La bandiera arcobaleno, simbolo del movimento di liberazione omosessuale

Si differenzia dalla bandiera della pace principalmente per l'assenza della scritta PACE, ma anche perché la disposizione dei colori è speculare (il rosso è in basso nella bandiera della pace, in alto in quella LGBTQ+), e infine perché la bandiera della pace prevede sette strisce di colore al posto delle sei di quella LGBTQ+.
La bandiera arcobaleno, talvolta chiamata "bandiera della libertà" (freedom flag), è stata usata come simbolo dell'orgoglio gay e lesbico dagli anni ottanta. I colori simboleggiano l'orgoglio gay e i diritti gay. Ebbe origine negli USA, ma ora è usata in tutto il mondo.
Fu creata nel 1978 a San Francisco dall'artista Gilbert Baker, e aveva in origine otto colori, ognuno simboleggiante un aspetto caro alla simbologia New age (serenità, spiritualità, natura, vita, sessualità...). Per ragioni di difficoltà e costo nel reperire tutti i colori previsti, le tinte si sono successivamente ridotte prima a sette e poi alle attuali sei.
La bandiera viene oggi usata sia nelle manifestazioni pubbliche LGBT, come i Pride, sia all'esterno di locali o attività LGBT, da sola o in congiunzione con altri simboli, come segnale di riconoscimento.

## Storia
La bandiera arcobaleno originale fu dipinta da Gilbert Baker.
Sventolò per la prima volta a San Francisco nella marcia del Gay pride del 25 giugno 1978. La bandiera consisteva in otto strisce; Baker assegnò un significato specifico a ognuno dei colori nel modo seguente:
| Rosa      |  | Sessualità    |
| Rosso     |  | Vita          |
| Arancione |  | Salute        |
| Giallo    |  | Luce del sole |
| Verde     |  | Natura        |
| Turchese  |  | Magia/arte    |
| Blu       |  | Serenità      |
| Viola     |  | Spirito       |

La bandiera arcobaleno a otto strisce (1978)

Dopo il 27 novembre 1978, con l'assassinio del consigliere comunale Harvey Milk, gay dichiarato, per soddisfare le richieste, la Paramount Flag Company incominciò a vendere una versione della bandiera in stoffa consistente in sette strisce di rosso, arancione, giallo, verde, turchese, blu, e viola.
Quando cominciò a produrre la sua versione della bandiera, Baker abbandonò a sua volta la striscia rosa perché la stoffa rosa non era facile da reperire commercialmente. Oltre a ciò, la Paramount Flag Co., di San Francisco, incominciò a vendere una rimanenza di stock di bandiere arcobaleno di un'associazione chiamata "International Order of the Rainbow for Girls" nel suo negozio di Polk Street, che si trovava in un quartiere gay.
Nel 1979, la bandiera fu modificata di nuovo. Quando era appesa verticalmente ai lampioni di Market Street a San Francisco, la striscia centrale era oscurata dal lampione stesso. Cambiando il disegno a uno con un numero pari di strisce, fu il modo più semplice di risolvere il problema, venne quindi tolta la striscia turchese, ottenendo così una versione della bandiera a sei strisce - rossa, arancione, gialla, verde, blu, e viola.
Nel 1989, la bandiera arcobaleno fu al centro dell'attenzione negli USA, dopo che John Stout fece causa ai suoi padroni di casa e vinse, poiché questi gli avevano proibito di mostrare la bandiera dal balcone del suo appartamento di West Hollywood.
La bandiera arcobaleno ha celebrato il suo 25º anniversario nel 2003. Durante le celebrazioni del gay pride nel giugno di quell'anno, Gilbert Baker riportò la bandiera arcobaleno alla sua versione originale a otto strisce e da allora chiede agli altri di fare lo stesso. Tuttavia la versione a otto strisce ha visto una scarsa adozione da parte del grosso della comunità gay che è rimasta fedele alla più nota versione a sei strisce.
Nell'autunno del 2004 a diverse attività commerciali gay di Londra venne ordinato dal Consiglio comunale di Westminster di rimuovere la bandiera arcobaleno dai loro edifici, perché l'esposizione di una bandiera necessita di autorizzazione. Quando un negozio presentò la richiesta per poter sventolare la bandiera arcobaleno, il sottocomitato preposto la respinse (19 maggio 2005), decisione che venne condannata dai consiglieri gay di Westminster e dal sindaco di Londra, Ken Livingstone.
Nel giugno 2015 il Museum of Modern Art (MOMA) di New York ha acquistato la bandiera originale a otto colori, esponendola nella galleria di design contemporaneo.

## Variazioni
Ci sono state molte variazioni della bandiera arcobaleno. Alcune delle più comuni includono una lettera greca λ (lambda) in bianco al centro della bandiera e un triangolo rosa o nero nell'angolo superiore sinistro. Sono stati aggiunti altri colori: per esempio a San Francisco una grande bandiera contiene una striscia nera che commemora i membri della comunità portati via dall'AIDS. Quando sarà trovato un vaccino per la malattia, si potrà togliere la striscia nera. Alcune associazioni del movimento di liberazione omosessuale (per esempio l'Arcigay) hanno aggiunto il loro simbolo sullo sfondo della bandiera arcobaleno. I colori dell'arcobaleno sono stati spesso usati anche in variazioni gay di bandiere regionali e nazionali, ad esempio sostituendo le strisce rosse e bianche della bandiera degli Stati Uniti.
Un'altra variazione sul tema viene proposta dalla comunità ursina con una reinterpretazione dei colori e dei loro significati. Esistono altre bandiere meno conosciute quali quelle della comunità bisessuale, BDSM, leather e fetish.

Bandiera Progress Pride

Bandiera Progress Pride Intersex inclusive

Negli ultimi anni si è cercato di integrare nella bandiera anche alcune altre istanze e movimenti di lotta per l'affermazione dei diritti, come quelli delle persone intersessuali, delle persone trans, nere o che vivono con HIV.
Nel 2018 il designer Daniel Quasar ha proposto la bandiera Progress Pride, che aggiunge all'arcobaleno strisce nere, marrone, azzurre, rosa e bianche. 
Nel 2021, Valentino Vecchietti di Intersex Equality Rights UK ha ridisegnato la bandiera del Progress Pride per incorporare la bandiera intersessuale. Questo design ha aggiunto un triangolo giallo con un cerchio viola al suo interno allo chevron della bandiera del Progress Pride.

## Colori dell'arcobaleno come simbolo dell'orgoglio LGBTQIA+

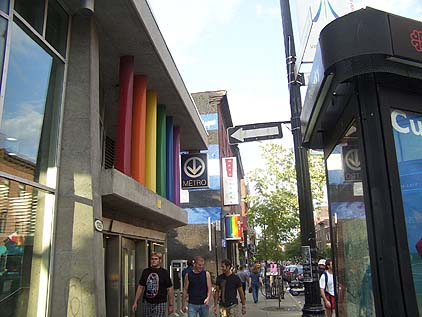
L'arcobaleno decora una stazione della métro nel villaggio gay di Montréal

La bandiera arcobaleno base ha dato vita a innumerevoli variazioni. Comuni articoli di gioielleria sono il pride necklace o i freedom rings, consistenti di sei anelli, uno per ogni colore, montati su una catena. Altre varianti vanno dai portachiave alle candele.
A Montréal, la stazione della metro di Beaudry, che serve il villaggio gay della città, è stata ricostruita con elementi recanti i colori dell'arcobaleno integrati nel suo disegno.
A Milano, la stazione della metro di Porta Venezia è decorata con una livrea riportante i colori della bandiera arcobaleno. Inizialmente applicata durante il Pride Month con la sponsorizzazione di Netflix, per volontà del sindaco Sala, il tema della stazione è stato reso permanente.
La bandiera arcobaleno viene orgogliosamente esposta e sventolata, in special modo durante l'annuale "Pride" nazionale che si celebra attorno al 28 giugno (data in cui si commemora la "rivolta di Stonewall").
Molte società utilizzano l'arcobaleno come canale d'introduzione per il mercato LGBTQIA+ o come presa di posizione in favore dei diritti delle persone LGBTQIA+. L'orologio Rolex Rainbow, gli Swatch rainbow, le bottiglie di vodka Absolut o il set della Lego con i colori della bandiera sono solo alcuni dei possibili esempi.